# Bernard du Pontavice de Heussey
Bernard du Pontavice de Heussey, född den 19 december 1892 i Angers, död den 16 maj 1953 i Paris, var en fransk bobåkare. Han deltog vid  olympiska vinterspelen 1928 i Sankt Moritz och placerade sig på plats nummer 15.